# Frequência de interação
Em sociologia, a frequência de interação social é o número total de interações sociais por unidade de tempo. As interações, ou o que Georg Simmel em seu trabalho pioneiro chamou de "Wechselwirkungen" (do alemão, "interações"), são a base da própria sociedade, segundo Herbert Blumer.

## Visão geral
A interação pode ser direta ou indireta.
- A interação é direta, explicou Hugo O. Engelmann, quando os participantes trocam de papéis.
- A interação é considerada indireta quando os papéis não podem ser trocados.

Conversas face a face, ligações telefônicas e bate-papos online são exemplos de interações diretas. A seu turno, programas de televisão, programas de rádio, vídeos e livros são exemplos de interação indireta. Em outras palavras, a interação ocorre quando uma pessoa percebe o comportamento de outra, esteja ela presente ou não.
Demonstrando, tal teoria de forma lógico-matemático, temos, para duas pessoas (díades) em pequenos grupos, as interações diretas somam {\displaystyle n(n-1)/2}, onde n é o tamanho da população. Interações indiretas iguais {\displaystyle n(n-1)}. As interações indiretas, então, são quase duas vezes mais prováveis do que as interações diretas.
Para populações maiores, a contagem do número de interações diretas não é possível. No entanto, como John Engelmann mostrou, o número pode ser estimado multiplicando o número total da distência percorrida pela  densidade da população. Uma estimativa um pouco mais sensível seria multiplicar distância percorrida pela raiz quadrada da densidade populacional.
O número de interações indiretas pode ser estimado por meio de uma análise do tráfego online. Andrew Lipsman, por exemplo, relatou que dos 2 milhões de usuários que a comScore faz uma amostra, 6% respondem por aproximadamente 50% do tráfego da Internet.
A interação se baseia, em primeiro lugar, no fato de que o comportamento varia em intensidade. Os indivíduos podem ser gentis e pensativos em um momento, ou alegres e pular de alegria no momento seguinte. Os espectadores podem notar um comportamento intenso e, assim, interagir com a pessoa cujo comportamento é mais intenso.
Além da intensidade, o comportamento varia em complexidade. O comportamento pode ser complexo em um momento e simples no seguinte. Em outras palavras, as interações podem limitar o comportamento, ser dinamicamente neutras ou aumentar o comportamento, respectivamente, diminuindo, mantendo ou aumentando a complexidade comportamental.

## Exemplo clássico
Teoricamente, intensidade e complexidade estão negativamente correlacionadas. O exemplo clássico de gritar "fogo" em um teatro ilustra isso. A intensidade aumenta, a complexidade diminui e as alternativas diminuem para assustar, fugir e lutar. Aristóteles parece ter sido o primeiro a sugerir uma conexão entre intensidade e alternativas reduzidas. Em sua opinião, "Se tivermos intenso prazer em uma coisa, não podemos fazer outra coisa."
Hipoteticamente, à medida que a frequência da interação aumenta, o comportamento interativo se torna mais intenso, menos complexo e cada vez mais repetitivo. À medida que a população mundial cresce e as pessoas interagem umas com as outras em um ritmo cada vez mais rápido, as estruturas de poder horizontais substituem as verticais e a violência aumenta.
Com o advento da Internet, uma parcela da violência parece ter mudado, de maneira intrigante, da interação direta para a indireta. Discursos retóricos, discursos delirantes e gestos ameaçadores tornaram-se comuns  na blogosfera. Enquanto isso, o fechamento cultural (processo social de superavalorização das culturas ditas  tradicionais)  assumiu uma nova forma chamada ciberbalcanização, ou seja, a tendência de uma caracterização da Internet como fragmentação e divisão devido a vários fatores, como tecnologia, comércio, política, nacionalismo, religião e interesses nacionais divergente. Em outras palavras, os indivíduos interagem com frequência e quase exclusivamente com pessoas similares a eles.